# Ugandatrichia rhodesiensis
Ugandatrichia rhodesiensis är en nattsländeart som beskrevs av Scott 1976. Ugandatrichia rhodesiensis ingår i släktet Ugandatrichia och familjen smånattsländor. Inga underarter finns listade i Catalogue of Life.